# Entosthodon bonplandii
Entosthodon bonplandii är en bladmossart som beskrevs av Mitten 1869. Entosthodon bonplandii ingår i släktet koppmossor, och familjen Funariaceae. Inga underarter finns listade i Catalogue of Life.